# Académie d'études coréennes
L'Académie d'études coréennes (한국학중앙연구원, ou AKS - Academy of Korean Studies) est une structure de recherche vouée à l'étude de la culture coréenne. Elle dépend du ministère de l'Éducation de Corée du Sud.

## Histoire
L'Institut a été fondé en juin 1978, sous le nom d'« Institut coréen de la culture spirituelle » (Institut d'études coréennes) conformément à la loi n°3116. En 1980, l'École supérieure d'études coréennes a été ouverte, et l'institut a alors pris son appellation actuelle.

## Buts et statut juridique
L'Académie des études coréennes est une organisation de recherche et d'enseignement coréenne fondée pour mener des études et des recherches approfondies sur la Corée et la culture coréenne.
Il s'agit d'une fondation qui est une institution publique relevant du ministère de l'Éducation.

## Activités
L'AKS mène des recherches en sciences humaines et sociales sur la culture coréenne. Elle assure également la formation de chercheurs dans le domaine des études coréennes, en Corée et à l'étranger. Elle dirige la recherche sur les études coréennes en assurant la collecte, la recherche, la traduction et la publication de documents classiques. Elle publie également les travaux de l'Encyclopedia of Korean Culture et de la Digital Encyclopedia of Korean Local Culture
Parmi ses champs d'activité de recherche, on peut mentionner le développement et la diffusion de contenus liés aux études coréennes, comme par exemple l'Exposition nationale de la culture coréenne, et l'informatisation des informations académiques pour les études coréennes.
En tant qu'école doctorale centrée sur la recherche dans le domaine des sciences humaines et sociales liées aux études coréennes, l'AKS réunit la Faculté des sciences humaines (histoire coréenne, gestion de documents anciens, philosophie, langue et littérature coréennes),la  Faculté l'art, sciences humaines et sciences de l'information) ainsi que les sciences sociales (politique, économie, sociologie, éthique, éducation), les études coréennes internationales (littérature coréenne, traduction classique). L'AKS accueille aussi le Centre culturel coréen, qui dispense aux étudiants étrangers les connaissances de base de la langue coréenne et des études coréennes.

### Recherche académique
Centrés sur trois centres de recherche: le Center for Traditional Korean Studies, le Center for Modern Korean Studies et le Center for Comparative Korean Studies, l'AKS promeut activement la recherche dans les études coréennes en collectant des informations sur les recherches coréennes, en planifiant des recherches à court et à long terme dans ce domaine, et en organisant des colloques et des conférences universitaires. L'AKS publie des revues académiques spécialisées dans les études coréennes telles que Korean Studies (anciennement Psychiatric and Cultural Studies), Review of Korean Studies et le Korea Journal. Dans ces différents domaines, l'AKS s'intéresse aussi bien à la culture traditionnelle et au patrimoine de la Corée qu'à la société coréenne contemporaine.

### La bibliothèque Jangseogak
Jangseogak est la bibliothèque de la famille royale de la dynastie Joseon. Cette bibliothèque a été fondée par Wangjik Lee à Changdeokgung en 1918. C'est à la fois une bibliothèque et un institut de recherche universitaire qui gère et étudie les prêts historiques nationaux royaux et privés, qui sont le patrimoine historique de la Corée. En 1981, les livres ont été transférés à l'Institut coréen de spiritualité et de culture (actuellement, l'Institut central de recherche des études coréennes). En plus des trésors nationaux tels que la collection Uigwe(près de 4000 ouvrages) de la dynastie Joseon, ainsi que l'encyclopédie Dongui bogam (Le Miroir de la médecine orientale), ou encore des documents anciens civils tels que les documents Sadaebu. En particulier, la bibliothpèque possède le seul code de droit de la dynastie Yuan qui existe dans le monde, Ordonnance désignée (3 volumes sur 5), qui est d'un grand intérêt pour les pays apparentés.

### Coopération internationale
L'AKS a pour but de revitaliser les études coréennes à l'étranger, soutenir les chercheurs en études coréennes à l'étranger, les conférences académiques liées aux études coréennes tenues à l'étranger, les publications liées aux études coréennes, etc. Il mène diverses activités de recherche et d'échange en coopération.